# 劉曜
劉 曜（りゅう よう）は、五胡十六国時代の前趙の第5代皇帝。字は永明。父は劉緑。母は胡氏。弟に劉暉がいる。漢の初代皇帝劉淵の族子であり、3代皇帝劉聡の族弟。漢の皇族として、長安を攻め落として西晋を滅ぼした。皇帝に即位すると、靳準の乱を平定して国家を再興し、石勒と華北の覇権を争った。劉淵からは「劉家の千里駒」と呼ばれた。

## 生涯

### 劉淵の挙兵前

#### 若き日
漢の初代皇帝である劉淵の高祖父の劉烏利の来孫にあたる人物として生まれた。幼い頃に父（実名未詳）が亡くなり、族父の劉淵に引き取られ、その子の劉聡とともに養われた。8歳の時、劉淵に従って西山で狩猟をしていたが、突然雨が降った為に樹の下で雨を凌いだ。その時、激しい雷鳴が樹を揺らし、樹の下にいた者は皆慌てふためいたが、劉曜は顔色一つ変えず平然と落ち着いていた。劉淵はこの様を見て「此奴はまさしく劉家の千里駒である。従兄の家系もこれで安泰であるな」と感嘆した。日頃より劉曜は古の武将である呉漢や鄧禹を軽くみて侮り、自らを楽毅・蕭何・曹参に比肩すると豪語した。当時の人は賛同しなかったが、劉聡だけは「永明（劉曜の字）は、世祖（後漢の劉秀）や魏武（曹操）にこそ例えられるのだ。数公（楽毅・蕭何・曹参）などとは比べるまでも無いわ」とこれに賛同した。

#### 朝鮮へ逃亡
20歳になると劉曜は洛陽に遊学したが、族人が事件を起こし、連座により誅殺されそうになった。この為、劉曜は僻地へ逃亡して身を隠そうとした。中書令の曹恂は劉曜を助け、共に太子洗馬の劉綏の下に身を寄せた。劉綏は劉曜たちを書棚の中に匿い、晋陽郡太守の王忠の下へ運んだ。王忠は劉曜を楽浪郡の朝鮮県に送った。
朝鮮に滞在して1年余り経つと、劉曜は衣食に困るようになり、姓名を変えて県兵の食客となった。贈大司徒・烈愍公の崔岳が朝鮮県令になると、劉曜と出会い、これをただならぬ人物だと思った。崔岳は劉曜を呼び出して素性を聞くと、劉曜は叩頭して事の経緯を全て話し、涙を流して哀れみを求めた。崔岳は「卿よ、この崔元嵩が孫賓碩（宦官から趙岐を守った孫嵩の事）に及ばないと言うのか。どうしてそんなに恐れることがあるのだ。今、卿を捕えよという厳しい詔が出ており、もし百姓の間に紛れても逃げ果たすことは出来ないであろう。だが、この県は国土の端にあり、我の下にいれば大概の問題は対処できる。もし危急の事があったならば、我は県令を辞職して、卿と共にここを去るだけである。我が一門は既に衰え、兄弟も無い。この身も幸に恵まれず、未だ子の一人もいない。そのためか、卿の事を我が子弟のように思うのだ。だから、何も憂う必要は無い。大丈夫たる者は身を処して世に立ち、鳥獣が身を寄せてくれば救おうとするものだ。まして、それが君子であるならば猶更である」と答えた。崔岳は劉曜に衣服を与え、書物を買い与えた。劉曜は崔岳に付き従い、その恩顧はとても厚かった。
崔岳は普段通りの様子で劉曜へ「劉曜は、姿に神調を宿して生まれ、名高い才を持っている。四海をわずかな風で揺らす者は、英雄の先駆けである。卿はまさしくそのような人物であるな」と言った。劉曜と共に朝鮮にいた曹恂は、災厄の中に身を置いていたが、劉曜に対しては君臣の礼をもって仕えた。人々は皆、これを徳であると褒めた。
後に大赦が下されると、朝鮮から帰った。劉曜は、姿形や性格が凡人と異なるので、世間に受け入れられないのではと恐れ、管涔山に隠居した。山中で劉曜は、琴を弾き、書に励んだ。

### 漢の将軍として活躍

#### 劉淵に従う
304年10月、族父の劉淵が漢王を自称して晋からの自立を宣言すると、劉曜はこれに付き従い建武将軍に任じられ、始安王に封じられた。また劉淵の命により太原を攻撃し、泫氏・屯留・長子・中都を続けざまに陥落させた。308年10月、劉淵が皇帝位に即くと、11月に劉曜は龍驤大将軍に任じられた。310年7月、劉淵が病床に伏すようになると、劉曜は征討大都督・領単于左輔に任じられた。劉淵が崩御すると長男の劉和が帝位を継承したが、弟の劉聡らを排そうとするも逆に返り討ちに遭い、彼を打倒した劉聡がその帝位を継いだ。

#### 洛陽陥落
10月、劉曜は征東大将軍王弥や劉聡の息子である撫軍大将軍劉粲らと共に4万の兵を率い、さらに騎兵2万を率いる鎮軍将軍石勒と大陽で合流し、洛陽への攻撃に向かった。漢軍は西晋の監軍裴邈を澠池で破り、洛川に入ると轘轅を出て梁国・陳留・汝南・潁川一帯を攻め、砦100余りを陥落させた。
311年6月、劉曜は王弥と共に襄城を攻め落とし、その後洛陽攻略中の呼延晏と合流するために軍を転進させた。しかしこの時王弥は劉曜を待たずに先んじて洛陽に入ったため、劉曜はこれを恨んだ。さらに当時、洛陽は酷い食糧不足で人が互いに食い合い、民衆は流亡して公卿は河陰に逃亡するという有様だったが、王弥・呼延晏らは洛陽城南の宣陽門を攻め落とし、太極前殿に至ると兵を放って大掠奪を行い、懐帝を捕らえて端門に幽閉した。劉曜は王弥へ略奪を禁じるよう求めたが、王弥はこれに従わなかった。劉曜は王弥配下の牙門王延を見せしめとして斬ると、王弥は怒り劉曜の陣に攻撃を掛けた。劉曜もまた迎撃し、この内紛によって双方の死者は1000人を超えたという。
王弥は配下の張嵩の進言により劉曜のもとに赴いて謝罪し、両者は和解し互いに友好的な態度をとったが、これは形だけのものに過ぎなかった。王弥は劉曜へ「洛陽は天下の中心で山河の険があります。また、城郭・宮室を新たに築造する必要もありませんから、平陽からここに都を移すべきです」と進言した。だが、劉曜は洛陽が四方から攻撃を受けやすいと思い、王弥に従わなかった。劉曜が宮殿に火を放つと、城府はことごとく焼け落ちた。王弥は大いに怒り「所詮、屠各（匈奴の種族名）の子か。このような輩に帝王の意志が分かるものか。一体天下をどうするつもりなのだ」と言った。これによって王弥と劉曜の仲は修復不可能となり、王弥は自立を模索するようになった。
劉曜は諸王公及び百官以下3万人余りを虐殺し、洛水の北に死体を積み上げて京観を築いた。また、皇太子司馬詮を殺害し、陵墓を掘り返すと、恵帝の皇后だった羊氏（羊献容）を妻に娶り、懐帝と伝国の六璽を平陽へ送った。この事件を史書は永嘉の乱と呼ぶ。

#### 長安の奪取と失陥
洛陽を攻め落とすと、漢軍は8月、南陽王司馬模が守る西晋第二の都である長安の攻略に取り掛かった。漢軍が下邽に至ると司馬模は降伏し、これにより9月、長安は漢の勢力下に入った。劉曜は中山王に改封され、また車騎大将軍・開府儀同三司・雍州牧に任じられて長安の防衛を命じられた。しかし西晋の従事中郎索綝・護軍麹允・頻陽県令梁粛らは降伏を良しとせず、安定郡太守の賈疋に晋室復興への協力を仰いで平南将軍に推挙すると、諸々の氐族・羌族5万を率いて長安を攻撃した。扶風郡太守梁綜および雍州刺史麹特・新平郡太守竺恢らも、これに呼応して10万を率いて合流した。312年、賈疋・麹特らが長安を数カ月に渡って包囲すると、劉曜は士女8万家余りを引き連れて平陽に撤退し、これに乗じて司馬鄴（後の愍帝）は長安に入城した。長安失陥の責任を取り、5月、劉曜は龍驤大将軍・行本司馬に降格となった。
同年、劉曜は晋の司徒傅祗が守る三渚の城を陥落させ、住民2万戸余りを平陽に移住させた。また8月、晋陽を守る劉琨を攻撃して趙郡の亭頭まで敗走させ、西晋の尚書盧志・侍中許遐・太子右衛率崔瑋を捕えて平陽に送り、この功績により劉曜は車騎大将軍に復帰させられた。
同月、西晋と同盟を結んだ拓跋部の拓跋猗盧が20万を率いて狼猛へと進撃してくると、劉曜は拓跋六脩と汾東で戦ったが流矢に当たって落馬し、全身に7カ所の傷を負った。討虜将軍の傅武は自身の馬を劉曜に差し出したが、劉曜は「他人に構わず自分が逃れることを考えよ。私の傷は重く、ここで死ぬであろう」と言った。しかし傅武は涙を流し「私は小人に過ぎないのに、大王（劉曜）に見出されてここに至りました。いつも恩に報いることを考えておりましたが、今がその時です。皇室はまだ創業したばかりであり、天下に一日たりとも大王がいないわけにはいきません」と言い、劉曜を馬上に乗せて汾東を渡らせると、自らは駈け戻って戦死した。劉曜は晋陽に入ると、夜を待って劉粲らとともに民衆を引き連れ、蒙山を越えて撤退した。劉曜は平陽に戻ると戦後報告を行い、劉聡は戦死した傅虎に幽州刺史の官位を追贈した。
313年4月、西晋では司馬鄴が長安にて皇帝に即位した（愍帝）。同月、劉曜は司隷校尉喬智明・武牙将軍李景年らと共に、再び長安への攻撃を開始した。10月、劉曜は平西将軍趙染を前鋒大都督・安南大将軍に任じ、精鋭の騎兵5000を与えて長安を奇襲させて大勝を収めた。しかしその直後に西晋の麹允が兵を率いて奇襲すると、大敗を喫して冠軍将軍の喬智明が討ち死にし、劉曜は再び平陽に帰還した。
314年1月、劉曜は劉聡より大司馬に任じられた。同年5月、劉曜は趙染と共に再度長安の攻略を挑んだが、劉聡の使者からの「長安はひとまず置いておくのだ。晋陽の劉琨こそ国家にとって先に除くべきものである」との伝えを受けると蒲坂に兵を戻した。劉聡は劉曜を平陽へ招集して政治の補佐を任せた。趙染は単独で北地を攻めたが、城を攻める最中、矢に当たって戦死した。

#### 西晋を滅ぼす
315年8月、劉曜が盟津を渡って河南にいる西晋の将軍魏該を逃亡させ、また滎陽に進んで滎陽郡太守の李矩を攻めて降伏させた。加えて上党に軍を進めて并州刺史の劉琨を破り、さらに陽曲を攻めようとしたが、ここで劉聡の使者から今度は「長安がいまだに余命を保っていることは、国家の深く恥じるところである。公は長安を先にして、陽曲は驃騎将軍に任せるように」との命を下され、劉曜は軍を転進して郭邁を討つと、劉聡の下へ帰還した後に蒲坂へ赴いた。
10月、劉曜は長安攻撃のために再び軍を進め、粟邑に屯した。西晋は麹允を大都督・驃騎将軍に任命して劉曜を防がせたが、麹允の軍は食糧不足が深刻となった。劉曜は郡城を包囲し、救援に赴いた歩騎3万の麹允の軍に「郡城は既に落ちた」との虚報を流して瓦解させ、これを追い払った後に郡城を陥落させて北地を占領した。この時劉曜は西晋の建威将軍魯充を捕虜としたが、魯充は「私は晋将であり、漢に仕えてまで命を繋げる事はできません。公（劉曜）の恩を得ることができますなら、速やかに死を賜っていただけますよう」と述べると、劉曜は「これぞまさしく義士である」と称賛し、剣を与えて魯充に自殺を命じた。また同じく捕虜とした散騎常侍梁緯の妻である辛氏は容貌が優れており、劉曜は辛氏を側室に迎えようとしたが、辛氏は涙を流しながら「夫が既に死んだのに、一人生き残るのは義に背きます。一婦が二夫に仕えることを、明公（劉曜）は許すというのですか」と語った。劉曜は「汝は貞女である」と称え、辛氏にも自殺を命じた。劉曜は魯充と辛氏の亡骸を手厚く葬った。
316年11月、愍帝は遂に降伏を決意し、侍中宋敞を遣わして劉曜に書状を送った。しかし征東大将軍の索綝は宗敞を留めると、自らの子を劉曜の下へ派遣し好待遇を条件に降伏を持ち掛けた。しかし劉曜はこれを拒否し、索綝の子を処刑して送り返すと「帝王の軍とは義によってのみ行動するものである。我は兵を率いて15年になるが、偽計で敵を破ったことなどない。もしも城内に食糧があるのなら堅守するがいい。もしも食糧がなく戦う気力も尽きたのなら、速やかに天命に従え」と伝えた。その後愍帝は羊車に乗り、上半身の服を脱ぎ、璧玉（高価な宝石）を口に含み、棺と共に東門から出て出降した。劉曜は愍帝の棺を焼き、璧玉を受け取ると、宗敞に命じて愍帝を一旦宮中に帰らせた。その後改めて愍帝を迎えに赴き、その身柄を平陽へと送った。劉聡は愍帝を光禄大夫に任じ、懐安侯に封じた。劉曜は尚書梁允・侍中梁濬等や諸郡太守を殺害し、散騎常侍華輯は南山に逃走した。長安攻略の功績により、劉聡は劉曜に黄鉞を下賜し、大都督・陝西諸軍事・太宰に任じ、秦王に封じた。また、長安の鎮守を命じた。

### 皇帝即位

#### 靳準の乱
318年7月、劉聡は病に倒れると、劉曜を丞相に、石勒を大将軍に任じて、二人を共に録尚書事に任じ、遺詔を与えて政治を補佐するよう命じたが、二人とも固辞した。その為、改めて劉曜を丞相・領雍州牧に、石勒を大将軍・領幽冀二州牧に任じた。劉聡が崩御すると子の劉粲が即位した。しかし妻の靳皇后の父親である靳準に唆された劉粲は、大司馬劉驥を始め漢の重臣達を次々に処刑していき、また国政を顧みず酒色に溺れるようになった。しかし即位からわずか1カ月後、劉粲は太子の劉元公と共に靳準の反乱により殺害され、のみならず首都平陽に住まう劉氏一族の人間は、老若男女問わず全て東市に引き出されて斬首された。こうして靳準は自ら漢天王を称したが、長安にいた劉曜は靳準の謀反を知ると平陽に向かい、同じく石勒も靳準を討伐を掲げ、精鋭5万を率いて襄陵北原に駐屯した。
10月、劉曜は河東の赤壁に至ると、太保呼延晏や太傅朱紀らの勧めを受けて皇帝への即位を宣言し、大赦を下すと元号を光初と改元した。また石勒の下にも使者を送り、大司馬・大将軍に任じて九錫を加え、爵位を趙公へと進めた。11月、劉曜は靳準に対し「先帝（劉聡もしくは劉粲）は大倫を乱し、善良な人間を多く誅殺したため、世直しが必要な状況だった。司空（靳準）はただ伊尹や霍光に倣ってそれを誅しただけであり、おかげで朕が即位できたのであり、司空の勲功は古人のように高く、人徳は天地に等しい。司空がこれまでどおり忠誠を続け、速やかに大駕（劉曜の車）を平陽に迎え入れるなら、今までの全てを許そう。祭祀は劉氏である朕が行い、政事は全て汝に任せるつもりだ。卿は城に帰り、朕の意思を司空へ伝えるように」と述べた。
しかし靳準は投降するか否かの決断を躊躇ったため、部下の者たちはついに靳準を見限って殺害し、靳準の従弟である尚書令靳明を新たな主君に立てた。靳明らは劉曜の陣営に使者を送り、伝国璽を返上して帰順を求めた。劉曜は大いに喜び、卜泰へ「朕が玉璽を手に入れ、名実ともに帝王と成ったのは、他でもない汝の功である」と語った。しかし北原にいた石勒は靳明らが劉曜に降伏したと聞くと激怒して靳明を攻撃し、敗戦を重ねた靳明は劉曜に救援を求めた。劉曜は靳明ら一行を迎え入れると、前言を翻して靳氏一族を老若男女問わず皆殺しにした。劉曜は征北将軍劉雅に命じ、劉曜の母の胡氏の亡骸を平陽から迎え、粟邑に埋葬して宣明皇太后と諡した。また、高祖父の劉亮を尊んで景皇帝、曾祖父の劉広を献皇帝、祖父の劉防を懿皇帝、父の劉緑を宣成皇帝とそれぞれ諡した。

#### 趙の成立
粟邑に入った劉曜は石勒からの使者を迎えると、靳氏討伐の功により石勒を太宰・領大将軍に任じ、趙公から趙王へと爵位を進めた。また、石勒が外出する時は厳重な警備を行う等、皇帝と同等の特権をも与えた。使者の左長史王脩と副使の劉茂も将軍に任じられ、列侯に封じられた。だが劉曜は王脩の舎人から「大司馬（石勒）が王脩等を派遣したのは、忠誠を見せるふりをして朝廷の内情を探ることが目的です。王脩が戻ったら、すぐに大軍が発せられるはずです」との進言を受けると、これを容れて王脩を処刑し、官位の任命と列侯を中止した。しかし逃げ帰った劉茂からこの事を知らされた石勒は激怒し、「我は劉氏に仕え、人臣を超えた働きぶりを示してきたつもりだ。今の漢があるのはまさしく我のおかげではないか。にもかかわらず劉氏は、志を得た途端に我を害しようとした。趙王・趙帝の位は、我自らが名乗ることにする」と宣言した。
劉曜は靳準の乱により荒廃した平陽から都を長安へと遷都し、妻の羊氏を皇后に、子の劉煕を皇太子に立て、他の息子達を諸王へと封じた。また群臣に対して「漢」の国号を改める事を提案し、これに対する「光文帝（劉淵）は最初、盧奴伯に封じられ、陛下も最初は中山で王となりました。中山とは趙から分かれた地です。国号は趙とするべきです」との上奏を受け、国号を趙とした。しかし同年11月、石勒は諸将の求めに従い、王朝内の諸群を糾合して新たな「趙」の国として独立し、自ら趙王を名乗り劉曜から離反した。これにより、趙を国号とする国が同時に二つ並び立つこととなった。史書では両者を区別する為、劉曜が再興した国を前趙（劉曜以前の時代も遡って前趙と呼称される）、石勒の建てた国を後趙と称する。

### 反乱鎮圧

#### 路松多の乱
黄石にいた屠各の路松多が、新平と扶風で挙兵した。路松多は数1000人を集めて、晋王司馬保に帰順した。司馬保は楊曼を雍州刺史に、王連を扶風郡太守に任じ、陳倉を守らせた。張顗を新平郡太守に、周庸を安定郡太守に任じ、陰密を守らせた。路松多が草壁に拠ると、秦隴の氐・羌の多くが、路松多に呼応した。
劉曜は車騎将軍劉雅と、平西将軍劉厚に命じて、陳倉の楊曼を攻撃した。だが、20日経っても趙軍は勝てなかったので、劉曜は自ら中外の精鋭を率いて、攻撃に参加した。劉曜が雍城に入ると、太史令弁広明は劉曜へ「昨夜、妖星が月を犯しました。これ以上進軍するのは良くありません」と進言し、これを受けて劉曜は軍を留めた。劉曜は劉雅らに命じ、包囲を解いて陣の守りを固め、本隊の到着を待つように指示した。
この時期、地震があり、長安が最も被害を受けた。
320年1月、劉曜は雍城を出発し、陳倉を攻めた。楊曼と王連は「間諜の報告によると、五牛旗が立ち、胡主（劉曜）が自ら攻めてきたらしい。事実であれば、正面からぶつかるべきではないが、兵糧はすでに少なく長くは持たぬであろう。もし城下に劉曜軍が来て100日でも包囲されたら、刃を交えることなく我らは自滅する。となれば、全兵を持って突撃を掛けるしか選択肢はない。もし勝ったならば、関中の軍勢は檄文を待たずに馳せ参じるだろう。負ければ命は無いであろうが、遅かれ早かれ人は死ぬものだ。それは致し方ないことだ」と言った。楊曼らは、全軍で城を背にして陣を布いた。劉曜はこれを撃破し、王連は殺され、楊曼は南氐に逃走した。劉曜は続けざまに草壁に進攻し、これを陥落させた。路松多は隴城へ逃げた。劉曜はさらに安定を陥落させると、司馬保は恐れて桑城に退いた。氐・羌は、みな司馬保に従い、桑城に移った。劉曜は軍を引いて長安に戻ると、劉雅を大司徒に任じた。

#### 宋始らの離反
東晋の司州刺史李矩が金墉（洛陽城内の西北の角にある小城）を攻略すると、左中郎将宋始・振威将軍宋恕・尹安・趙慎は寝返って洛陽ごと石勒に降伏した。劉曜は大将軍・広平王劉岳を征東大将軍に任じ、洛陽に向かわせた。しかし、三軍に疫病が流行ると、劉岳は澠池に駐屯した。石勒は石生を派遣して宋始らを迎えさせたが、彼らは心変わりして李矩に投降した。李矩は潁川郡太守郭黙に兵を率いて洛陽に入らせた。石生は宋始軍を攻撃して将兵を捕虜にし、その軍勢は大いに盛んとなった。劉岳は洛陽から西に後退して、陝城を守った。その後、石生は黄河を北に渡って引き上げた。河南の人々は皆、李矩に帰順し、洛陽が空になった。
5月、張春と楊次が司馬保を捕えて殺害した。陳安は劉曜に司馬保の世子である司馬瞻討伐を請うと、劉曜は陳安を大将軍に任じた。陳安は司馬瞻を攻撃して殺した。

#### 句渠知・虚除権渠の乱
6月、長水校尉の尹車と解虎が、劉曜に謀反を起こした。尹車らは、密かに巴賨族の酋長句徐・厙彭らと結託し事を為そうとしたが、計画が露見したため誅殺された。さらに劉曜は句徐・厙彭を始め50人余りを阿房宮に監禁し、処刑しようとした。游子遠は叩頭しながら諫め「聖王たるもの、刑を処するのは元凶だけに留めるものです。多くを無闇に殺し、恨みを増やしてはなりません」と言った。劉曜はこれに激怒し、游子遠を投獄した。さらに、句徐等を虐殺すると、屍を十日間市に晒した後に川に捨てた。
巴賨族の酋長の句渠知は、劉曜への復讐を掲げて挙兵し、国号を大秦として自立した。周辺の巴賨族・氐族・羌族・羯族30万人以上がこれに呼応すると、関中は大混乱に陥り、昼間でも城門が閉ざされるようになった。游子遠は獄中から上表を行い、劉曜を諫めた。劉曜はそれを破り棄て、「大茘（游子遠）の奴め。自らの立場も弁えずに偉そうに上書するとは、早く死にたいようだな」と怒り、周囲の者に游子遠を即刻処刑するよう命じた。しかし、中山王劉雅・郭汜・朱紀・呼延晏等は決死の覚悟でそれを諫め、「游子遠は幽閉されたのにもかかわらず、諫言を行いました。これは社稷の臣と呼ばれる立派な行いで、自分の命よりも国を思っていることの現れです。もし陛下が游子遠を用いなかったとしても、殺してよい理由にはなりません。もし朝に游子遠を誅するならば、我らは夜には命を絶ち、それをもって陛下の誤りを明らかにしましょう。天下の人は皆、陛下の下から去り、西海で死ぬことでしょう。そうなれば陛下は、誰と行動を共にするつもりですか」と述べると、劉曜はようやく怒りを治め、游子遠を釈放した。
劉曜は内外に戒厳令を敷き、自ら親征して句渠知を討伐しようとした。しかし、游子遠は進み出て「陛下が臣の策を用いてくだされば、親征などしなくとも、一カ月で平定できるでしょう」と述べた。劉曜がその計略を尋ねると、游子遠は「敵には大志がなく、帝に昇るという野心もありません。単に陛下を恐れ、死から逃れようとしているだけです。もし陛下が大赦を下し、解虎・尹車等の事件に連座して投獄された、老人・虚弱者・婦人・子供を全て釈放してやるならば、反乱者共は揃って帰順するでしょう。それでも、自らの罪の重さから降伏を躊躇う者がいるでしょうから、その時は臣に弱兵五千をお貸し下されば、陛下のために平定してみせます。今、敵軍は跋扈しており、天威のみに頼って親征を行っても、平定することは容易ではないでしょう」と進言した。劉曜は大いに称賛し、彼の策に従い領内に大赦を下した。また、游子遠を車騎大将軍・開府儀同三司・都督雍秦征討諸軍事に任じ、乱の平定を任せた。
游子遠は軍を率いて、雍城に入った。すると、10万を超える人が游子遠の下に帰順してきた。さらに、游子遠は安定に軍を進めると、氐族・羌族もこぞって降伏してきた。だが、句渠知とその宗党五千家余りは、陰密に拠って対抗した。游子遠は陰密に進攻すると、瞬く間に句渠知を攻め滅ぼし、陰密を平定した。その後、游子遠は軍を転進させて、隴右に入った。上郡の酋長の虚除権渠は、氐族・羌族十万家余りを纏め上げると、険阻な地に拠り秦王を名乗った。游子遠が虚除権渠の砦に逼迫すると、虚除権渠は迎撃に出た。游子遠は彼らと五度戦い、全勝した。虚除権渠は大いに恐れ、游子遠に投降しようとしたが、子の虚除伊余が諸将へ「かつて劉曜が親征してきた時も、我らには何ら問題にはならなかった。游子遠如きにどうして降伏などする必要があるのか」と述べ、精鋭5万を率いて出撃した。早朝には虚除伊余の軍勢は游子遠の砦門に到達した。游子遠の諸将は迎撃を主張したが、游子遠は「虚除伊余は無敵の勇猛さを誇り、率いる兵も精鋭揃いである。しかも、父が敗れたのだから怒りに燃えている。今は直接彼らと当たるのは避けるべきだ」と反論し、守りを固めた。敵軍の弱気な姿勢を見た虚除伊余は、次第に驕りが見えるようになった。游子遠は虚除伊余が警戒を怠っていると知ると、夜中に将士に食事をとらせ、反撃の準備をした。その時、大きな風霧が巻き起こり、辺りの視界が悪化した。游子遠は「天が我に味方したか」と言い、自ら先頭に立って全軍を率い、敵陣に奇襲を掛けた。虚除伊余の兵は大いに乱れ、夜明けには大勢が決した。游子遠は虚除伊余を生け捕りにし、その将兵をことごとく捕虜とした。虚除権渠は恐れて、髪を振り乱し顔に傷をつけて游子遠に投降した。西戎の中では、虚除権渠の部族が最も強勢であり、みな虚除権渠の後ろ盾を得て、前趙へ反抗していた。その為、虚除権渠が降伏すると、全ての西戎が前趙に服属し、大乱は平定された。游子遠は劉曜へ戦勝報告を行い、虚除権渠を征西将軍・西戎公とするよう上表した。また、虚除伊余とその兄弟、部落20万人余りを長安に移すよう上表し、いずれも容れられた。游子遠はこれらの功績により、大司徒・録尚書事に任命された。

### 内政

#### 過去を追慕
劉曜は游子遠の活躍に大いに喜び、群臣と東堂で宴会を開いた。劉曜は戦勝の話で盛り上がったが、話が進み朝鮮にいた頃を思い出した劉曜はいつしか涙を流し、「名君たるもの、過去に受けた徳や恵を忘れてはならぬ。朝鮮時代に世話になった崔岳・曹恂・王忠・劉綏らは、朕の幼少時代には道理を教え、ある時は朕を苦難と貧困の極みから救ってくれた。本来ならば彼らには官位と爵位を授けてその恩義に報いたかったが、彼らの墳墓はいずれも無くなっており、哀悼の意を伝えることができない」と悲しみ、官吏にそれぞれの子孫らを探し出させてこれに報いるように伝えた。

#### 過酷な労役を中止
劉曜は太学を長楽宮の東に建て、小学を未央宮の西に建てた。万民から13歳以上で25歳未満の者を選び、考え方や志向が教育に適している者1500人を入学させた。朝廷の賢人で、儒教に通じ、経に明るく学に篤い者に教授させた。中書監劉均に、国子祭酒を兼ねさせた。また、崇文祭酒を設置し、俸禄は国子祭酒に準じるものとした。散騎侍郎董景道は、経に詳しいので、崇文祭酒に抜擢した。さらに游子遠を大司徒にした。
劉曜は大規模な宮殿や陵墓を建造させようとしたが、侍中の喬豫と和苞に諫められるとこれを聞き入れて宮殿の建設を中止し、陵墓もより小規模なものへと縮小され、加えて詔を発して過失に対する指摘を歓迎する姿勢をアピールした。また酆水の囿（皇室の養魚区）を貧民に開放した。

#### 不吉な予兆
321年夏、前趙の支配下にあった長安南の終南山が崩落した。長安の人である劉終は山の崩れた箇所から1尺四方の白玉を見つけ、白玉には文字が刻まれており「皇亡，皇亡，敗趙昌。井水竭，構五梁，咢酉小衰困囂喪。嗚呼！嗚呼！赤牛奮靷其盡乎！」とあった。これを聞いた劉曜や群臣らは、白玉の文字は石勒の滅亡を示していると思い喜んだが、中書監の劉均は「これは前趙の皇室が敗れて将は殺され、国家は滅亡するという戒めの言葉です。陛下は徳を修める事に努め、白玉の災いを払わなければなりません」と進言した。群臣は劉均が狂言盲説で吉兆を曲解したとして不敬だと非難したが、劉曜は「この災瑞は、誠に知ることが出来なかった。深く朕の不徳を戒めるものである。朕はその多大なる忠恵を収める。どうして罪に問えようか」として劉均を罪に問わなかった。

### 隴右平定

#### 仇池攻撃
322年2月、劉曜は親征して仇池の楊難敵を攻撃した。楊難敵は兵を率いて迎え撃ったが、劉曜軍の前鋒がこれを蹴散らした。楊難敵は仇池に撤退し、仇池の諸氐・羌は劉曜に降伏した。劉曜はそのまま西に軍を進め、かつて晋王司馬保に仕えていた南安の楊韜に攻撃を掛けようとした。楊韜は恐れて隴西郡太守梁勲と共に前趙に降った。劉曜は二人を列侯に封じ、侍中喬豫に5000の兵を与え、隴西の1万戸余りを長安に移した。劉曜はさらに仇池へ進撃したが、前趙軍で疫病が流行った。劉曜も病にかかったため、やむなく撤兵した。劉曜は楊難敵に背後を突かれることを恐れ、尚書郎・光国中郎将王獷を派遣して楊難敵に帰順を誘った。楊難敵は使者を派遣して前趙の藩臣になることを約束した。劉曜は楊難敵を使持節・仮黄鉞・侍中・都督益寧南秦涼梁巴六州隴上西域諸軍事・上大将軍・益寧南秦三州牧・領護南氐校尉・寧羌中郎将に任じ、武都王に封じた。また、子弟で公侯や列将、二千石（郡太守と同等の地位）とされた者は、15人を数えた。

#### 陳安離反
秦州刺史陳安は劉曜に謁見しようとしたが、劉曜は病のため拒否した。これに怒った陳安は劉曜は既に死んだと思い、略奪をして引き返した。劉曜は病が重く、馬に乗れないため輿で長安に帰り、配下の呼延寔に輜重部隊を監理させて後方に置いた。陳安は精騎兵を率いてこれを襲撃し、呼延寔を捕えて輜重を奪った。陳安は呼延寔へ、共に前趙を討つよう持ち掛けたが、呼延寔は拒否して陳安を罵った。陳安は怒って呼延寔を殺し、呼延寔の長史魯憑を参軍にした。陳安は弟の陳集に騎兵3万を与え、魯憑の弟である魯集と将軍の張明と共に前趙軍を追撃させた。しかし、前趙の衛将軍呼延瑜が迎撃して陳集らを斬り、その兵を捕虜とした。陳安は恐れて上邽に帰った。劉曜は南安に到った。陳安は配下の劉烈と趙罕に汧城攻撃を命じ、劉烈と趙罕は汧城を落とした。隴上の氐や羌は尽くが陳安に帰順し、陳安は10万余りの兵を擁するようになり、使持節・仮黄鉞・大都督・大将軍・雍涼秦梁四州牧・涼王を自称した。また、趙募を相国に任じ、左長史を兼ねさせた。魯憑は陳安を諫めたが、陳安は激怒して魯憑を殺した。これを聞いた劉曜は「賢人とは天下が渇望する存在だ。賢人を殺害する事は、天下の情を塞ぐことである。承平の君は、臣妾の心が離れるような事はしない。まして四海を剥離させるようなことは猶更である。陳安は賢人を求めるべき時なのに、逆に殺してしまった。彼は大事を成す器ではない」と嘆息した。
匈奴の休屠王石武が桑城を挙げて前趙に降った。前趙は石武を使持節・都督秦州隴上雑夷諸軍事・平西大将軍・秦州刺史に任じ、酒泉王に封じた。

#### 墳墓の建造
皇后の羊氏が亡くなり、劉曜は献文皇后と諡した。
劉曜は、無官の人が許しなく乗馬する事、俸禄800石以上の婦女が錦繍の衣を着る事、晩秋から農耕が終わるまでの時期に飲酒する事、宗廟や社稷の祭り以外で牛を殺すことを全て禁じた。これらの禁令を違反した人は、みな死刑になった。劉曜は太学に臨み、試験の成績が優秀な者を郎中に取り立てた。
12月、劉曜は父と妻の葬儀の為に、自ら粟邑に行った。土を背負って墳墓を作るよう指示し、その外周は2里と決めた。昼夜休まず工事が続けられ、延べ6万の人夫が動員された。劉曜は100日で完成させるよう命じたので、民衆は労役に苦しみ、怨呼の声が道路に満ち溢れた。游子遠は「臣が聞くところによりますと、聖主・明王・忠臣・孝子が終葬を行う際、棺は身を置ける程度に、槨は棺を収められる程度に、蔵は槨を収められる程度に留めました。また、土を積んだり木を植えたりするようなことはせず、これを無窮の計としたといいます。謹んで思いますのは、陛下はその聖慈を幽かに覆い、神鑒を遠く深くし、いつも清廉質素を以って下々を憂えることを第一としていただき、社稷と資儲を本とすべきであると。今、二陵の費用は、億計に至っており、6万の人夫に百日動かすのは、600万の役夫を用いるのと同じ事です。二陵はどちらも、下は三層の地下水脈を貫くほど深く、上は100尺と高く、積まれた石は山の如く、増土は丘の如く、発掘した古塚は千百数に上ります。人夫は嘆きの声を上げ、精神は天地を塞ぎ、骸は原野に晒され、泣声は巷に溢れています。臣が言いたいのは、この事は先帝先后にとっても益にならず、国力をいたずらに失うだけだと言う事です。陛下が堯・舜に続くことを望まれるのであれば、功は百万を超えてはならず、費も千計を過ぎてはなりません。下に怨骨、上に怨人が無くなれば、先帝先后には泰山の安が訪れ、陛下は舜・禹・周公の美を受ける事となりましょう。陛下がこれを察せられますように」と諫めたが、劉曜は聞き入れなかった。将軍の劉岳らに騎兵1万を与え、父と弟の劉暉の棺を太原に迎えさせた。この時、疫病が蔓延し、10人のうち3・4人が死んだ。劉曜は父を埋葬すると、墓号を永垣陵とし、妻の羊氏を埋葬すると、墓号を顕平陵とした。領内で死刑以下に大赦を下し、爵位二級を下賜した。孤児・老人・貧乏・病気の者で、生活出来ないほど苦しい者に、それぞれ帛を下賜した。
大雨が続き、劉曜の父墓の門屋がきしんだ。大きなつむじ風が吹くと、父の寝堂が垣外の50歩余りのところへ吹き飛んだ。これを聞いた劉曜は正殿を避け、喪服を着て、東堂で5日間の哭礼を行なった。また、鎮軍将軍劉襲や太常梁胥らに命じて、父の陵墓を修繕させた。松柏や衆木は、植えてから既に林と成っていたが、尽く使われて無くなった。
劉曜は大司馬劉雅を太宰に任じ、剣履上殿・入朝不趨・賛拝不名の特権を与えた。

#### 陳安討伐
323年6月、陳安は南安に進軍し、前趙の征西将軍劉貢を包囲攻撃した。休屠王石武は桑城から出撃し、陳安の根拠地である上邽を攻撃した。陳安は背後を突かれる事を恐れ、南安の包囲を解いて上邽に戻った。陳安と石武は、瓜田で会戦した。石武は兵が少なかった為、撤退して張春の旧砦に拠った。陳安は軍を率いて石武を追撃すると「叛逆した胡奴め。必ずや生け捕りとしてやろう。その後に劉貢を斬り捨てん」と叫んだ。石武は砦の守りを固めて、陳安を防いだ。 劉貢が陳安の後軍に攻撃を掛け、これを破った。劉貢が捕虜・斬殺した者は1万人余りを数えた。陳安は軍を返して、後軍の救援に向かったが、返り討ちに遭った。さらに石武の騎兵が到来すると、陳安は挟み撃ちに遭って大いに潰走し、8000の騎兵を収容して、隴城に逃げた。劉貢は石武に後方の軍を監督させると、自ら兵を率いて陳安を再び破り、遂に隴城を包囲した。
7月、劉曜は自ら親征して陳安の征伐に乗り出し、隴城の包囲に加わると、別働隊に上邽を包囲させた。劉曜は陳安を数度に渡って破り、首級8000余りを挙げた。右軍将軍劉幹が平襄を陥落させると、隴上の諸県は尽く降伏した。劉曜は隴右の死刑以下に大赦を下したが、陳安と趙募は例外とした。陳安は将軍の楊伯支・姜沖児に隴城を守らせると、騎兵数100を率いて包囲陣を突破した。陳安は上邽、平襄の兵を率いて、隴城の包囲を解こうと考えていたが、上邽が既に包囲され、平襄も陥落した事を知った。そのため、南の陝中へと奔った。劉曜は将軍の平先・丘中伯らに精騎兵を与え、陳安の追撃に向かわせた。平先軍は何度も陳安軍に攻撃を加え、捕縛・斬殺した者は400人余りを数えた。陳安は壮士10騎余りと共に陝中で決戦を挑み、左手に七尺の大刀、右手に丈八の蛇矛を手にした。接近戦では刀矛を振り回し、瞬く間に5・6の首級が飛んだ。距離を取ると、両側に着けた矢筒から矢を取り出し、左右から騎射した。だが、平先もまた、超人的な壮健さを誇り、空を飛ぶような勇捷さを有していた。平先は陳安に接近すると、一騎打ちを仕掛けた。斬り合うこと3合、平先は陳安から蛇矛を奪い取って退いた。
日が暮れると、激しい雨が降った。陳安は馬を捨てると、側近5・6人と共に山嶺を越え、渓谷に身を潜めた。翌日、劉曜は山狩りを行ったが、所在を掴めなかった。さらに翌日、連日降り続いた雨が止み、雲間から日が差し始めた。陳安は、将軍の石容に敵軍の動向を探りに行かせた。しかし石容は、輔威将軍呼延青人に捕えられた。呼延青人は陳安の所在を吐かせようと、拷問に掛けた。石容は頑として口を割らず、拷問の果てに息絶えた。呼延青人は捜索を再開すると、陳安の足跡を発見した。それを追って行き、陳安を山谷で発見すると、その場で斬り殺した。この報告に、劉曜は大いに喜んだ。
陳安はよく兵士を慰撫しており、順境の時も逆境の時も全て兵士と共にした。隴上の人は彼の死を悲しみ、壮士の歌を作った。劉曜はこれを聞くと胸を打たれ、楽府に命じてこれを歌として残すよう命じた。
陳安の死を知った楊伯支は姜沖児を斬り、隴城ごと前趙に降伏した。別将の宋亭は上邽の守将である趙募を斬って降伏した。劉曜は秦州の豪族である楊氏と姜氏等、2000戸余りを長安に移した。氐族や羌族も尽く人質を送って前趙に帰順した。劉曜は赤亭羌の酋長である姚弋仲を平西将軍に任じ、平襄公に封じた。

#### 前涼侵攻
8月、劉岳は前涼の張茂と河上で対峙した。劉曜は、隴上より長駆して西河に至ると、28万5000の兵を率い、河に臨む形で布陣した。100里余り先でも鐘鼓の音が聞こえ、河を沸かせ地を震わせた。劉曜の軍勢は、古来より前例が無いほどの規模であった。河に沿って布かれた張茂の守備兵は、気圧されて後退した。劉曜は劉咸に冀城の韓璞を、呼延晏に桑壁の寧羌護軍陰鑒を攻撃させた。劉曜は百道から一斉に渡河して、姑臧を急襲すると触れ回った。これが涼州に伝わると、騒然となり、人々から固志が消え失せた。張茂は自ら出兵すると石頭に拠った。さらに、参軍の陳珍に歩騎1800を与えて韓璞の救援に向かわせた。陳珍は氐・羌の衆を徴発して劉曜に対峙すると、これを撃破して南安を奪還した。
劉曜の諸将は口を揃えて、速やかに渡河するよう求めたが、劉曜は「我が軍旅は連勝続きではあるが、魏武（曹操）が東を討った時には及ばない。しかも、三分の二の兵は我々を恐れて従っているだけだ。中軍の宿衛も既に疲労困憊で、戦いを継続するのは困難である。張氏は、我らが陳安を鎮圧したばかりで、勢いが甚だ盛んであると思い込んでいる。故に、朕は武威を示して敵を威圧しているのだ。これだけで彼の五郡の兵は、抵抗する気力を無くし、称藩を申し出てくるであろう。我らがこれ以上何を望むというのだ。卿らの言う通り、中旬しても張茂の表が至らなかったならば、朕が卿らに負けたと言う事だ」と返した。張茂は大軍の到来に震え上がり、予想通り使者を派遣して称藩した。併せて、馬1500匹・牛3000頭・羊10万口・黄金380斤・銀700斤・女妓20人、多くの珍宝や珠玉、方域の美貨を献上してきた。その数は枚挙に暇が無かった。劉曜は大いに喜び、大鴻臚の田嵩を派遣して、張茂を使持節・仮黄鉞・侍中・都督涼南北秦梁益巴漢隴右西域雑夷匈奴諸軍事・太師・領大司馬・涼州牧・領西域大都護・護羌校尉に任じ、涼王に封じて九錫を与える旨を伝えさせた。 劉曜は河西から戻ると、胡元を派遣して、張茂の父妻の墓を90尺増高させた。 
仇池の楊難敵は陳安が滅ぼされたと聞いて、前趙の襲来を恐れるようになった。そこで弟の楊堅頭と共に南下して漢中に奔った。鎮西将軍劉厚がこれを追撃し、輜重1000両余りを奪い、士女6000人余りを捕え、仇池に戻らせた。劉曜は大鴻臚田嵩を鎮南大将軍・益州刺史に任じ、仇池を守らせた。
劉岳を侍中、都督中外諸軍事に任じ、進めて中山王に封じた。

### 劉胤と劉煕
劉曜の次男は劉胤と言い、元は劉曜の世継ぎであったが、靳準の乱に際して匈奴の一部族である黒匿郁鞠部に逃げて奴隷となった。靳準の乱が鎮圧された後も劉胤は国に帰らず、陳安が敗れた時に劉胤はやっと出自を黒匿郁鞠部の大人に話した。驚いた黒匿郁鞠部の大人は劉胤を礼遇し、衣馬を提供すると共に子を差し出し、長安に送り返した。劉曜は劉胤と再会すると大いに涙を流した。また、黒匿郁鞠部の大人の忠節を喜び、使持節・散騎常侍・忠義大将軍・左賢王に任じた。劉胤は風格が有り才知は突出していた為、劉曜は劉胤を重んじ、朝臣も同じく期待を寄せた。劉曜は群臣を集めると「義孫（劉胤の字）は、乱世にあって萎縮せず、黒くしようとしても染まらない人物である。既に義光（劉煕）を太子に立てているが、まだ幼い上に、腰が低く細かいことを気にする性格だ。恐らくは、今世の太子としては難があろう。上は社稷を固められず、下は義光が非難されるのを恐れる。義孫は年長であり明徳がある。また、先に世継ぎとして立てている。朕は、遠くは周の文王を追い、近くは光武帝に追従し、宗廟に泰山の安をもたらしたい。それでこそ義光にも、無疆の福がもたらされるだろう。諸卿はどう思うか」と問うた。太傅の呼延晏らは皆「陛下が遠く周漢に倣うのは、国家の無窮の計と言えましょう。どうして臣らが頼りとしない事がありましょうや。実に宗廟四海の慶びであります」と答えた。だが、左光禄大夫卜泰・太子太保韓広は進み出て「もし陛下が廃立を正しいと考えているのであれば、群下に問う必要は無いでしょう。もし少しでも疑念を抱いているのであれば、臣らの異同の言を聞き、その上でお考え下さい。我ら二人は、太子を廃するは非であると考えております。その昔、周文は太子を立てる前に、武王を世継ぎに決めましたが、これは正しい行いであります。光武帝は皇后への寵愛を失ったが為に、太子の廃立を決めましたが、これが聖朝の模範と呼べましょうか。東海王（劉彊）は本当に明帝に及ばなかったのでしょうか。皇子の劉胤は文武の才略を兼ね備え、その度量は広く遠大で、唯一無二の存在であり、周発（武王）を追従するに足る人物です。しかし、太子は孝友にして思いやりがあり、志は深く雅であります。国家を担うには十分であり、必ずや太平の賢主となれるでしょう。ましてや太子宮とは、六合人神に繋がる所であり、軽々に廃するものではありません。陛下がどうしても廃立されようとするのであれば、臣らは死あるのみです。我らが詔を受け入れる事はありません」と述べると、劉曜は黙り込んでしまった。
劉胤は劉曜の御前で「臣は慈父の子であり、陛下はこれまで鳲鳩の仁（君主が公平に臣民に対応する事）となるよう務めて来られました。それなのになぜ今、煕が立っているのに臣を新たに立てようと言うのですか。陛下が真に誤った恩を掛けるのであれば、臣はここに死を賭してでも、赤心を明らかにしたいと思います。陛下がもし臣を天下の大任に堪え得る者とお考えであるなら、どうして義光（劉煕）を補佐して聖業を継がせることを考えられないのでしょうか」と涙ながらに述べた。これには、朝臣も痛み悲しんだ。
太子の劉煕は羊氏の産んだ子であり、劉曜も羊氏を大いに可愛がっていたため、廃するのに忍びなくなり、結局廃立は取り止めとなった。劉曜は劉胤の母である、前妻の卜氏を元悼皇后と追諡した。卜泰は劉胤の外戚であったが、にもかかわらず劉煕の廃立に反対した。劉曜は忠心を称えて卜泰を上光禄大夫・儀同三司に任じ、太子太傅を兼任させた。また、劉胤を永安王に封じ、侍中・衛大将軍・都督二宮禁衛諸軍事・開府儀同三司・録尚書事に任じ、同じく太子太傅を兼任させた。また、皇子と号した。劉煕には、劉胤に対して家人の礼を尽くすよう命じた。

### 後趙との戦い

#### 争いの激化
324年1月、後趙の司州刺史石生が前趙領の新安を攻め、河南郡太守尹平を殺し、5000戸余りを奪って撤収した。この一件をきっかけに、前趙と後趙の本格的な抗争が始まった。5月、前涼の張茂が死ぬと、劉曜は使者を派遣し、張茂に太宰の官職と成烈王の諡号を贈り、張駿を上大将軍・涼州牧に任じて涼王の地位の継承を認めた。
325年5月、後趙の石生が洛陽に駐屯して河南を荒らし回ると、劉曜は劉岳に近郡の甲士5000と宿衛から精兵1万を与えて盟津から渡河させ、劉岳は盟津・石梁の二砦を攻め、これを陥落させて5000余りの首級を挙げ、さらに金墉へ進むと石生を包囲した。しかし後趙の中山公石虎が歩騎兵計4万を率いて救援に駆け付けると、劉岳の軍は逆に包囲されて兵糧が底を突き、馬を殺して飢えを凌ぐ状態までになった。さらに石虎は鎮東将軍呼延謨の軍を撃ち破り、呼延謨の首級を挙げた。これを受けた劉曜は自ら軍を率いて劉岳の救援に向かったが、石虎の軍の騎兵3万を以って行く手を阻まれると、兵士たちは後趙の軍に恐れをなして散り散りになってしまい、劉曜は長安への退却を余儀なくされた、6月、劉岳を始めとする軍内の氐羌3000人余りが生け捕りにされ、また士卒9000が石虎によって生き埋めにされた。

#### 洛陽で大敗
328年7月、石勒は石虎に4万の兵を与えると、軹関から西に向かい、河東を攻撃した。石虎に呼応したのは50県余りに上り、石虎は易々と蒲坂まで軍を進めた。劉曜は自ら中外の水陸の精鋭部隊を率いると、蒲坂の救援に向かった。衛関から北へと渡河すると、石虎は恐れて退却を始めた。劉曜はこれに追撃を掛け、8月に入ると高候で追いつき、石虎軍を潰滅させた。将軍の石瞻を斬り、屍は200里余りに渡って連なり、鹵獲した軍資は億を数えた。石虎は朝歌に逃げ込んだ。劉曜は大陽から渡河して、一気に金墉を守る石生に攻撃を仕掛けると、千金堤を決壊させて水攻めにした。
11月、石勒は自ら4万の兵を率いて洛陽救援に向かい、12月には後趙の諸軍は成皋関に集結した。その兵数は歩兵6万・騎兵27000であった。前趙の兵卒が備えをしていないのを見ると、石勒は大いに喜び、間道から敵へ迫った。この時、劉曜は士兵を労わる事無く、寵臣と共に酒と博打に耽っていた。左右の側近が諫めると、劉曜は怒り心頭となり、妖言を為したとしてその場で斬り捨てた。石勒が自ら大軍を率いて渡河を終えたとの報がもたらされると、劉曜は軍議を開き、滎陽の守備兵の追加と、黄馬関の封鎖を決めた。さらに捕らえた後趙軍の斥候から石勒軍の勢いを聞かされると、劉曜はこれに恐れをなして金墉城の包囲を解いて撤退すると、洛西の南北10里余りに渡って布陣しなおした。石勒はこれを見てますます喜び、 4万の軍勢を率いて洛陽に入城した。
石虎が歩兵3万を率いて城北から西進し、前趙の中軍を攻撃した。石堪・石聡は各々精騎8000を率いて城西から北進し、前趙の先鋒を攻撃した。そして、石勒は洛陽西面の最北の門から突撃し、敵を挟撃した。石勒軍が到来すると、劉曜はこれに対峙したが、この時既に数斗の酒を飲んでおり、出陣間際になるとさらに1斗余りの酒を飲んでから出撃した。しかし劉曜軍は布陣が完成しないうちに石勒の配下の石堪の急襲を受け、完全に虚を突かれた劉曜軍は壊滅し、5万余りが討ち取られた。劉曜も前後不覚のまま敗走し、馬を御する事もままならなかった。馬は石渠に脚を取られ、劉曜は氷上に叩きつけられ、10余りの傷を負った。そしてついに石堪の兵に捕えられ、身柄を石勒の下へと護送された。

#### 最期
石勒の前に引っ立てられた劉曜は 「石王（石勒）よ、重門の盟（310年に共同で河内を包囲した時に交わした誓い）を忘れたか」と問うと、石勒は徐光を介して「今日の事は天がそうさせたのだ。他に何を言うことがあるか」と伝えた。劉曜は河南の丞廨に置かれ、傷が激しかったので、金瘡医の李永によって傷の治療を受けた。石勒は劉曜を李永と共に馬輿へ乗せ、襄国へと帰った。
北苑の三老である孫機は、上礼して劉曜との面会を求め、石勒はこれを許可した。孫機は劉曜と対面すると酒を進め「僕となった谷王よ。汝は関右で帝王を称すと、慎重に振る舞って領土を保持した。しかし、用兵を軽んじたために、洛陽で敗れた。天運は窮し、天の下に亡ぼされたのだ。今日は汝の為に一杯の盃を持って参った」と言うと、劉曜は苦笑して「どうして健邪がわかるというのだ。その酒は翁が飲みたまえ」と答えた。石勒はこのやり取りを聞くと、悽然として顔色を改め「亡国の人というのは、老翁に責め上げられるだけでもここまで堪えるものなのか」とこぼした。劉曜は襄国の永豊にある小城に置かれた。妓妾を与えられ、厳重に周囲を警備された。石勒は劉岳、劉震らを馬で派遣し、盛服を身につけた男女を従者として付け、劉曜と面会させた。これに劉曜は「久しく卿らは灰土となったと聞いていたが、石王の厚き仁によって、全て許され今に至る。我は石他を殺したが、負盟であること甚だしい。今日の禍は自業自得である」と言った。酒宴を催し、劉岳らは終日して去った。
石勒は劉煕への降伏勧告の書を劉曜に書かせようとしたが、劉曜は「諸大臣と共に社稷を維持せよ。我が意に背くことの無い様に」とだけ記した勅書を書いた。石勒がこれを見ると、大いに気分を害し、しばらくしてから劉曜を暗殺した。
劉曜の在位期間は10年であった。

## 人物
- 成長すると、身長は9尺3寸に達し、腕を垂らすと膝を過ぎるほど長かった。眉は白く、目には赤光があった。顎髭は100根程しかなかったが、どれも長さは5尺あった。
- 大胆であり、小さなことに拘らなかった。また、人と群れるのをあまり好まなかった。書志に広く目を通し、章句の細部に拘らず要点だけを掴んだ。文を書くのを好み、草書・隷書に精通した。
- その雄武は人を超越し、厚み1寸の鉄でも、射貫くことが出来た。当時の人は、その弓術を「神射」と称した。また、特に兵書を好み、全て暗誦することが出来た。
- 若くして酒の味を覚え、年を経るほどに量が増え、晩年に至っては尋常ではない量となっていた。
- 『晋書』ではその能力を認めつつも「自分から味方を敵にまわしたから滅亡したのだ」と、手厳しく批評されている。

## 逸話
- 管涔山に隠居した時のある夜、いつもの様に静かに生活していると、2人の童子が入っていた。彼らは劉曜にひざまずいて「管涔山の王の命により、我ら二人は趙皇帝に奉謁致します。剣1口を献上いたしますので、どうぞお受け取りください」と述べ、剣を劉曜の前に置き、再拜してから去った。劉曜は剣を、蝋燭の火に照らして見た。長さは2尺で、見たこともない光沢を放ち、室（鞘）は赤玉であしらわれ、背上に銘があり「神剣が御し、衆毒を除く」と彫られていた。劉曜はこの剣を帯びた。この剣は時間に応じ、五色に色を変えて光った。
- 『晋書』には様々な怪異譚が記されている。

1. 320年春、西明門の内側で、大樹が風で折れた。1晩を経て、折れた樹が人形に変わった。髪の長が1尺、髭眉の長さは3寸であり、いずれも黄白色だった。手は袖に入っており、両足は裙を着ていた。ただ、目と鼻がなく、毎夜の如く声を出した。10日経つと、枝が生えだし、遂に大樹となり、枝葉が盛んに茂った。
2. 322年のある時、武功出身の蘇撫・陝出身の伍長平が、どちらも女性になった。また、陝においては、石が「東にいく無かれ」と言葉を話したという。
3. 322年末、上洛出身の張盧は、亡くなった27日後に塚を盗掘された。すると、張盧は蘇生したという。
4. 325年、鳳凰が5羽、旧未央殿に舞い降りた。5日が経ったが、その間悲鳴するばかりで何も食べず、5羽とも死んでしまった。
5. 325年6月、武功では猪が犬を生み、上邽では馬が牛を生んだ。このような妖変が、記録し切れないほどに報告された。

## 宗室

### 后妃
- 正室：元悼皇后卜氏（卜泰の姉妹）、献文皇后羊献容（西晋の恵皇后）、献烈皇后劉氏、皇后劉芳
- 側室：靳氏（靳康の娘）

### 子女
- 臨海王 劉倹 - 母は卜皇后
- 南陽王 劉胤 - 母は卜皇后
- 皇太子 劉煕 - 母は羊皇后
- 長楽王 劉襲 - 母は羊皇后
- 太原王 劉闡 - 母は羊皇后
- 淮南王 劉沖
- 斉王 劉敞
- 魯王 劉高
- 楚王 劉徽
- 安定公主（後趙の石虎の皇后）